# Vassil Garvanlíev
Vassil Garvanlíev (Macedònic: Васил Гарванлиев; Strumica, 2 de novembre del 1984) és un cantant macedoni. Hauria representat Macedònia del Nord al Festival de la Cançó d'Eurovisió 2020 en cas de no haver sigut cancel·lat per la pandèmia per coronavirus de 2019-2020. No obstant això, va ser novament triat per la radiotelevisió macedònia per representar el país l'any 2021. També va participar en el Festival de la Cançó d'Eurovisió del 2019 com a corista de Tamara Todevska.